# Club Friday: The Series 10 - Rak nokchai
Club Friday: The Series 10 - Rak nokchai (Club Friday The Series 10 รักนอกใจ) è una serie televisiva thailandese facente parte del franchise di Club Friday. Va in onda su GMM 25 dal 5 maggio 2018, in latecast su Line TV e successivamente su YouTube.
Ispirata a storie vere raccontate dagli ascoltatori del programma radiofonico "Club Friday", è composta da dieci stagioni autoconclusive, con trame e protagonisti diversi, ognuna di quattro episodi e con un titolo: "Phuean rak rue khonrak" (เพื่อนรักหรือคนรัก), dal 5 al 26 maggio; "Tua prakop" (ตัวประกอบ), dal 2 al 30 giugno; "Het koet chak khwamru suek phit" (เหตุเกิดจากความรู้สึกผิด), dal 7 al 28 luglio; "Khao thoe lae ik khon" (เขาเธอและอีกคน), dal 4 al 25 agosto. Le prossime ad andare in onda saranno "Rak thi mai yak luem" (รักที่ไม่อยากลืม), "Rak rao mai thao kan" (รักเราไม่เท่ากัน), "Khwamlap" (ความลับ), "Rak rai" (รักร้าย), "Chep tae mai chop" (เจ็บแต่ไม่จบ) e "Khon thi mai yomrap" (คนที่ไม่ยอมรับ).

## Personaggi e interpreti

### Phuean rak rue khonrak
- Ice, interpretata da Sara Legge.
- Top, interpretato da Toni Rakkaean.
- Fon, interpretata da Sakolrat Wornurai "Four".
- Fin, interpretata da Wanpiya Omsinnoppakul "Kwang".

### Tua prakop
- Rin, interpretata da Phiyada Jutharattanakul "Aom".
- PokPong, interpretato da Krissada Pornweroj "Smart".
- Usa, interpretata da Athichanan Srisevok "Ice".
- Ratchapol, interpretato da Supoj Chancharoen "Lift".
- Kaa, interpretata da Nattaya Ongsritraku "UK".

### Het koet chak khwamru suek phit
- Pat, interpretata da Phitchanat Sakhakon "May".
- Dome, interpretato da Pathompong Reonchaidee "Toy".
- Kit, interpretato da Jason Young.
- Ann, interpretata da Pitta na Patalung.

### Khao thoe lae ik khon
- Mao, interpretato da Pongsak Rattanapong "Aof".
- Hewin, interpretato da Phasut Banyam "Art".
- Aen, interpretata da Natthaweeranuch Thongmee "Ja".
- Tae-tong, interpretata da Pimchanok Ponlabhun "Fern".

## Episodi
| Stagione         | Episodi | Prima TV |
| ---------------- | ------- | -------- |
| Prima stagione   | 4       | 2018     |
| Seconda stagione | 4       | 2018     |
| Terza stagione   | 4       | 2018     |
| Quarta stagione  | 4       | 2018     |
| Quinta stagione  |         |          |
| Sesta stagione   |         |          |
| Settima stagione |         |          |
| Ottava stagione  |         |          |
| Nona stagione    |         |          |
| Decima stagione  |         |          |